# Casa al carrer Major, 81 (Cervera)
La Casa al carrer Major, 81 és una obra de Cervera (Segarra) protegida com a Bé Cultural d'Interès Local.

## Descripció
Situada al carrer Major, eix vertebrador del nucli antic del municipi. Casa entre mitgeres, amb planta baixa i dos pisos, força renovada -sobretot pel que fa al parament arrebossat de la façana. En destaquem, però, la porta d'accés amb arc rebaixat i la clau de l'arc treballada en forma d'acant o voluta invertida. Les dues obertures del primer pis, unides per una balconada, evidencien carreus ben treballats a tot volt, mentre les del segon pis són de menors dimensions amb un petit balcó cada una.